# Alberto Mondadori
Pour les articles homonymes, voir Mondadori.
Alberto Mondadori est un éditeur, journaliste et écrivain italien, né le 8 décembre 1914 à Ostiglia (Lombardie) et mort le 14 février 1976 à Venise (Vénétie).

## Biographie
Alberto Mondadori est le fils aîné d'Arnoldo Mondadori, fondateur de la maison d'édition du même nom, et d'Andreina Monicelli (tante du cinéaste Mario Monicelli) ; il est le frère aîné de Giorgio (1917-2009), Laura (dite Mimma), (1924-1991) et Cristina Mondadori (dite « Pucci », 1934-2015). Il fréquente l'école primaire à Vérone jusqu'à la quatrième année ; il déménage ensuite à Milan avec sa famille. Il y termine l'école primaire et s'inscrit d'abord au Ginnasio Parini (it), puis au Liceo classico Giuseppe Parini (it). Il rencontre Remo Cantoni (it), avec qui il noue une amitié fraternelle. Il suit des cours à la faculté de sciences politiques de l'université de Pavie, mais n'obtient pas de diplôme.
A l'âge de 13 ans (1927), il est déjà entré dans la compagnie familiale, et y reste jusqu'à sa majorité (1935). Cette année-là, il s'approche du monde du cinéma, en scénarisant et réalisant I ragazzi di via Pal, en collaboration avec son cousin Mario Monicelli. En 1938, il fonde sa propre société de production à Rome : la « Montedoro Film » (qui reprend le surnom donné à Arnoldo par Gabriele D'Annunzio), qui n'obtient cependant pas de résultats satisfaisants.
Il retourne à Milan et se consacre au journalisme, fondant et dirigeant le périodique Tempo (1939), un hebdomadaire d'information imprimé en héliogravure, avec des illustrations en couleur (le premier en Italie), qui connaît un succès immédiat. Lorsque la Seconde Guerre mondiale éclate en septembre 1939, il part à l'étranger en tant que correspondant de guerre : entre 1940 et 1943, il envoie des reportages de Hongrie, d'Union soviétique et d'Allemagne. En 1941, il retourne en Italie pour épouser Virginia Barella (fille de Giulio Barella, administrateur du journal Il Popolo d'Italia). De cette union naissent ensuite Fabrizio (1943), Marco (1945) et Nicoletta (1947). En 1943, les publications de Tempo avaient été interrompues en raison des bombardements.
Après la Seconde Guerre mondiale, après avoir vendu Tempo à l'éditeur Aldo Palazzi, Mondadori revient dans l'entreprise familiale pour en assumer la direction. En 1950, il participe à la naissance de l'hebdomadaire Epoca. Il reprend la rédaction et imprime une ligne éditoriale qui sera la marque de fabrique du magazine : le plus grand soin apporté à la qualité des textes et des images.
Il s'occupe également des relations avec les écrivains qui collaborent avec la maison d'édition ; il fonde de nouvelles collections, comme Orientamenti, Biblioteca storica, Il pensiero critico, Biblioteca moderna Mondadori, Urania. Il est parmi les fondateurs de la Casa della Cultura de Milan.
En 1958, il fonde la maison d'édition Il Saggiatore, tout en continuant à collaborer avec l'entreprise familiale. Au cours des années suivantes, ses problèmes de santé se font plus pressants : dépendant de l'alcool, il doit interrompre son travail à plusieurs reprises pour se désintoxiquer dans une clinique.
En 1965, il conçoit la collection de livres de poche « Oscar Mondadori » avec Vittorio Sereni. Alberto édite personnellement les cinquante premiers titres. En 1969, il met définitivement fin à sa collaboration avec l'entreprise familiale.
La même année, la fondation Arnoldo-et-Alberto-Mondadori est créée dans le but de transmettre la mémoire de son œuvre éditoriale.
Écrivain et essayiste, il a également publié quatre recueils de poésie. Avec le recueil Quasi una vicenda, il remporte le prix Viareggio en 1957 ex-aequo avec Pier Paolo Pasolini et Sandro Penna.
Il meurt d'une crise cardiaque le 14 février 1976 à Venise, ville choisie dans ses dernières années comme seconde résidence.